# Henry Domercant
Henry Kim Domercant (Chicago, 30 dicembre 1980) è un ex cestista, allenatore di pallacanestro e dirigente sportivo statunitense naturalizzato bosniaco.

## Carriera

### College
Ha frequentato la Eastern Illinois University, risultando il secondo miglior marcatore della NCAA Division I sia nella stagione 2001-02, con una media di 26,4 punti, sia nella stagione 2002-03 con una media di 27,9 punti. Al termine dei suoi quattro anni di college, Domercant ha stabilito il record di punti segnati della Eastern Illinois University e della Ohio Valley Conference con 2.602 punti totali.

## Europa
Venne scelto dagli Yakama Sun Kings al draft della CBA del 2003. Nonostante la scelta, decise di iniziare la propria carriera nel basket professionistico in Turchia tra le file del Karşıyaka. Nella stagione successiva, si sposta all'Anadolu Efes dove gioca per due stagioni. Nella stagione 2005-2006, si sposta in Grecia, firmando un annuale con l'Olympiakos. Nella stagione 2007-08 si trasferisce in Russia tra le file della Dinamo Mosca.
Dal 2008 al 2010 gioca in Italia con la Mens Sana Siena, vincendo in tutte le stagioni la supercoppa italiana, la coppa Italia e il campionato italiano. Nella stagione 2010-2011, Domercant ritorna in Russia per giocare con lo Spartak San Pietroburgo, passando nella stagione successiva all'UNICS Kazan'.
Il 21 agosto 2012 firma con Galatasaray. Sfortunatamente a fine Novembre, Domercant si infortuna al ginocchio, infortunio che lo obbliga ad un'operazione chirurgica che lo tiene fuori dal campo per sei mesi, giocando una sola partita in tutta la stagione. Nella stagione successiva, Domercant resta al Galatasaray e conclude la stagione regolare con 7,0 punti e 1,2 rimbalzi di media in 19 partite giocate. Nella stessa stagione, Domercant gioca 27 partite di Eurolega, chiudendo con 4,7 punti e 1,2 rimbalzi di media.
Il 17 gennaio 2015 firma con la Juvecaserta per il resto della stagione. In 12 partite con la maglia di Caserta segna 10,9 punti di media, oltre a 2,9 rimbalzi a partita.
Il 13 febbraio 2016 firma con gli Idaho Stampede, squadra della NBA Development League. Il 19 febbraio, fa il suo debutto in D-League nella sconfitta 99-96 contro i G. Rapids Drive, segnando tre punti e catturando un rimbalzo in 11 minuti di utilizzo. Domercant chiude la stagione con 6,1 punti e 1,8 rimbalzi di media nelle 12 partite giocate.
L'8 agosto 2017 firma con l'U-Mobitelco Cluj, ma a causa di un infortunio al piede abbandona la squadra dopo solo sedici giorni dall'annuncio.

## Statistiche

### College
| Anno      | Squadra      | PG  | PT | MP   | TC%  | 3P%  | TL%  | RP  | AP  | PRP | SP  | PP   |
| --------- | ------------ | --- | -- | ---- | ---- | ---- | ---- | --- | --- | --- | --- | ---- |
| 1999-2000 | EIU Panthers | 29  | 8  | 17,2 | 39,2 | 31,0 | 85,2 | 3,1 | 0,8 | 0,9 | 0,3 | 9,3  |
| 2000-2001 | EIU Panthers | 31  | 31 | 32,8 | 49,3 | 44,1 | 81,6 | 6,8 | 2,1 | 1,1 | 0,6 | 22,8 |
| 2001-2002 | EIU Panthers | 31  | 31 | 33,1 | 43,7 | 38,7 | 89,2 | 7,2 | 2,2 | 1,2 | 0,7 | 26,4 |
| 2002-2003 | EIU Panthers | 29  | 29 | 33,7 | 45,8 | 42,4 | 84,4 | 6,9 | 2,8 | 1,4 | 0,5 | 27,9 |
| Carriera  | Carriera     | 120 | 99 | 29,3 | 45,3 | 40,5 | 85,4 | 6,0 | 2,0 | 1,2 | 0,6 | 21,7 |

### Eurolega
| Anno      | Squadra         | PG  | PT | MP   | TC%  | 3P%  | TL%  | RP  | AP  | PRP | SP  | PP   |
| --------- | --------------- | --- | -- | ---- | ---- | ---- | ---- | --- | --- | --- | --- | ---- |
| 2004-2005 | Anadolu Efes    | 23  | 23 | 31,7 | 45,0 | 45,7 | 78,6 | 4,1 | 1,4 | 1,6 | 0,1 | 14,1 |
| 2005-2006 | Anadolu Efes    | 22  | 21 | 32,0 | 41,1 | 35,6 | 76,1 | 3,2 | 1,6 | 1,7 | 0,1 | 12,4 |
| 2006-2007 | Olympiakos      | 22  | 11 | 24,4 | 47,4 | 44,4 | 71,1 | 2,1 | 0,5 | 1,0 | 0,1 | 11,2 |
| 2008-2009 | Mens Sana Siena | 20  | 15 | 23,7 | 61,1 | 38,5 | 94,3 | 2,4 | 1,4 | 1,0 | 0,1 | 10,0 |
| 2009-2010 | Mens Sana Siena | 16  | 1  | 17,2 | 47,8 | 50,9 | 93,8 | 1,5 | 0,6 | 0,4 | 0,1 | 10,5 |
| 2011-2012 | UNICS Kazan'    | 19  | 19 | 31,9 | 43,3 | 49,5 | 83,7 | 3,7 | 1,6 | 0,6 | 0,1 | 15,5 |
| 2013-2014 | Galatasaray     | 27  | 5  | 13,6 | 33,3 | 31,0 | 90,5 | 1,2 | 0,4 | 0,6 | 0,0 | 4,7  |
| Carriera  | Carriera        | 149 | 95 | 24,8 | 42,7 | 42,2 | 82,2 | 2,6 | 1,1 | 1,0 | 0,1 | 11,0 |

## Palmarès

### Giocatore

#### Squadra
- Campionato turco: 2

Efes Pilsen: 2004-05
Galatasaray: 2012-13
- Coppa di Turchia: 1

Efes Pilsen: 2005-06
- Campionato italiano: 2

Siena: 2008-09, 2009-10
- Coppa Italia: 2

Siena: 2009, 2010
- Supercoppa italiana: 2

Siena: 2008, 2009
- Coppa di Russia: 1

Spartak San Pietroburgo: 2010-11

#### Individuale
- All-Euroleague Second Team: 1

UNICS Kazan': 2011-12